# Carlos Montellano
Montellano  Álavarado est un nom espagnol. Le premier nom de famille, en général paternel, est Montellano ; le second, en général maternel, souvent omis, est Álavarado.
Carlos Montellano Álvarado, né le 17 août 1993, est un coureur cycliste bolivien.

## Palmarès

### Palmarès sur route
- 2012
  -  Champion de Bolivie du contre-la-montre espoirs
- 2016
  - Doble San Roque
- 2018
  -  Champion de Bolivie sur route

### Palmarès sur piste
- 2015
  -  Champion de Bolivie de poursuite par équipes (avec Horacio Gallardo, José Ulises Aguirre et Carlos Alarcón)[1]
  -  Champion de Bolivie de vitesse par équipes (avec José Ulises Aguirre et Carlos Alarcón)[1]
  -  Champion de Bolivie de poursuite espoirs[2]
  -  Champion de Bolivie du kilomètre espoirs[2]
- 2016
  -  Champion de Bolivie de poursuite par équipes (avec Diego Castañón, Horacio Gallardo et Alejandro Luna)[3]
  -  Champion de Bolivie de vitesse par équipes (avec Horacio Gallardo et Emerson Medina)[3]